# Stupavské předhoří
Stupavské předhoří  je geomorfologickou částí Pezinských Karpat, podcelku Malých Karpat. Leží na západním okraji podcelku, poblíž města Stupava.

## Vymezení
Území se nachází v jihozápadní části Malých Karpat a zabírá západní okraj podcelku Pezinské Karpaty. Okrajem zasahuje na území města Stupava, z dalších sídel leží na severním okraji Jablonové, jižněji je Lozorno a na jižním okraji Borinka a Marianka. V rámci pohoří sousedí na východě a jihu geomorfologická část Homoľské Karpaty, západním a severním směrem se nachází Podmalokarpatská sníženina, podcelek Borská nížina.
Tato oblast patří do povodí řeky Morava a tedy do úmoří Černého moře. Nejvýznamnějšími vodními toky Stupavského předhoří je Suchý potok, Stupavský potok a Rakytov. Na Suchém potoku je na okraji Lozorna vybudována vodní nádrž Lozorno. Touto částí vedou pouze lesní cesty, výjimkou je silnice III. třídy do obce Borinka na jižním okraji území. 

## Chráněná území
Tato oblast Malých Karpat je z velké části součástí Chráněné krajinné oblasti Malé Karpaty, vyňaty z ní jsou okrajové části a okolí Stupavy a Borinky. Zvláště chráněným územím je přírodní rezervace Pod Pajštúnom ve střední části předhoří.

## Turismus
Stupavské předhoří nepatří mezi velmi navštěvované oblasti a slouží především jako cíl kratších vycházek obyvatel blízkých sídel. Výškově nevýrazné vrchy jsou porostlé hustým lesem a neposkytují výhledy. Turisticky atraktivní je na jižním okraji ležící Bazilika Narození Panny Marie v Marianke a v těsném sousedství ležící ruina hradu Pajštún. Při Lozorne se nachází "Gazdovská dedinka Abeland".

### Turistické trasy
- po  červené značce z Marianky přes Borinku a Pajštún na rozcestí Košarisko
- po  zelené značce:
  - z Jablonového na rozc. Vŕšky
  - z Lozorna přes Močiarnu a Lintavy na rozc. Pod Kamenným vŕškom
- po  modré značce:
  - ze Stupavy přes rozc. Pod Kamenným vŕškom na rozc. Staré Hájne
  - z Lozorna na rozc. Lintavy
- po  žluté značce:
  - z lokality Rusniaky u vodní nádrže Lozorno přes Vŕšky a Skalu (502 m n. m.) na rozc. Pri Suchom potoku a přes Lintavy a Ohek (377 m n. m.) do Lozorna
  - z rozc. Stupava, obora k hradu Pajštún
  - ze Stupavy přes rozc. Klčovanice na rozc. Svätý vrch[3]